# Gyors gőzfejlesztő
A gyors gőzfejlesztők kényszeráramlású kazánok, melyek telített gőzt állítanak elő. 2 tonna (gőz) / óra gőzteljesítményű gyorsgőzfejlesztőket kínálnak kb. 32 bar nyomásig.

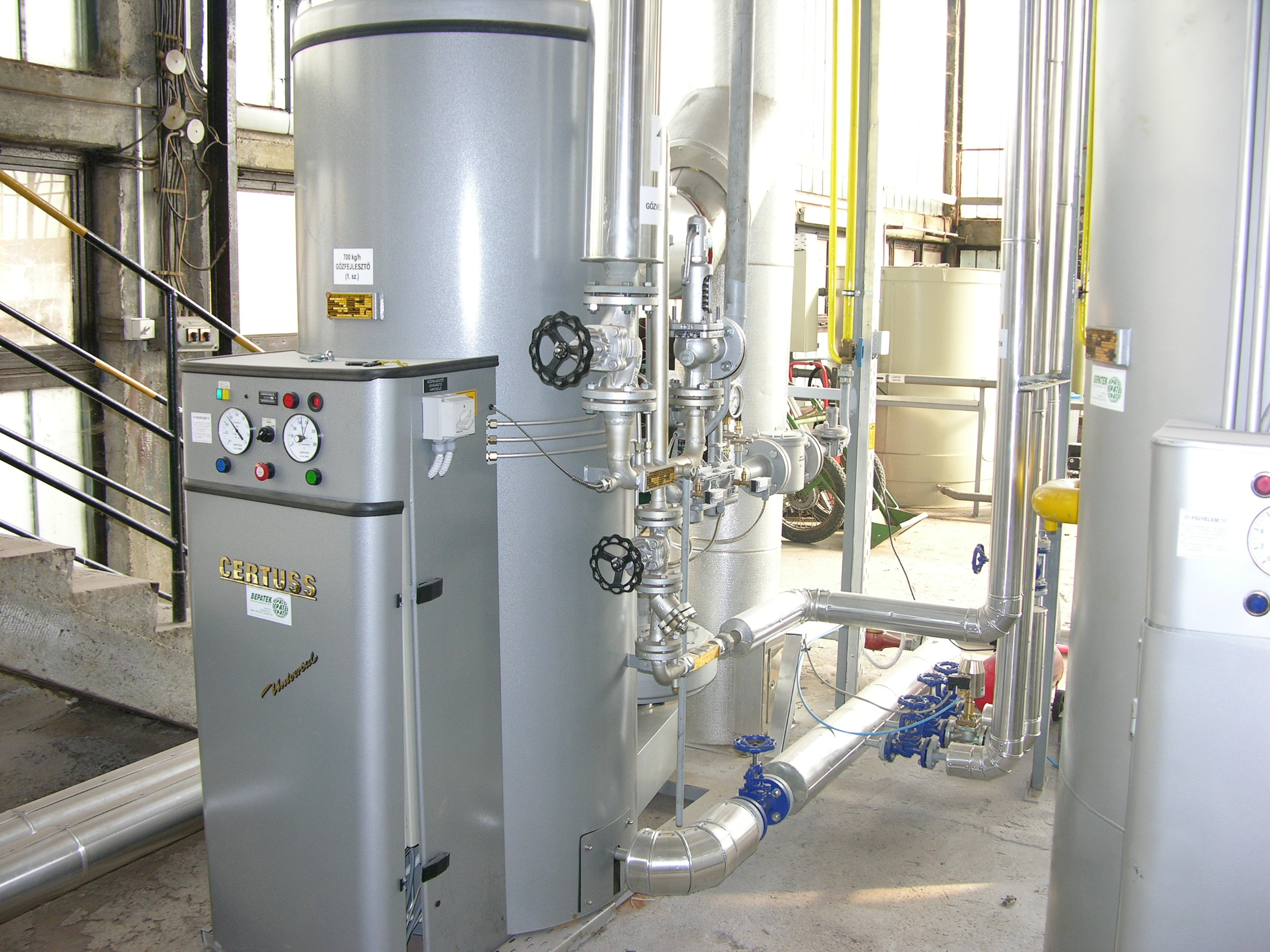

A vízgőz előállítására alkalmas gyors gőzfejlesztők egy spirálosan és leginkább többszörösen szakaszolt csőkígyóból állnak. A tápvíz ebben a csőkígyóban áramlik a láng körül, s mire kilép a készülékből telített gőzzé válik. A vízbetápláláshoz meghatározott térfogatárammal működő dugattyús szivattyút és fokozatégőt használnak fel. A tápszivattyú és az égő legtöbbször két teljesítmény fokozatot mutat. A víztérfogatáramot úgy méretezték, hogy az égőteljesítmény az egész csőkígyó átfolyásánál biztosítja csaknem a víz teljes elpárologtatását. Így a legjobb minőségű gyors gőzfejlesztők nagyon alacsony maradék nedvességtartalommal (telített gőz) termelik a gőzt.

## Felépítése
A különböző felépítésű gyorsgőzfejlesztők fekvő, vagy álló kivitelben készülnek. A henger alakú kazánköpenyben kap helyet a csőkígyó. Léteznek vízszintesen elrendezett gyorsgőzfejlesztők, míg  más gyártók a függőleges elrendezést alkalmazzák. Az álló kivitelezés előnye a csekély helyszükséglet, a feszültségmentes csőkígyó-felfüggesztés, a mélyponti üríthetőség, kedvezőbb áramlás valamint egyenletesebb csőkígyóterhelés. A vízszintes elrendezésnél az égőfejet a gőzfejlesztő felső részén helyezik el, míg más típusnál az égőt alulról vezetik a házba. Ahhoz, hogy működés közben a gőznyomás ne essen le és a keletkező gőz ne legyen vizes olyan égőre van szükség, mely két kapcsolás közt kiszellőztetés nélkül képes begyújtani.

## Előnyei
A gőzfejlesztők legfőbb előnyei a gyors gőz előállítás (3 perces felfűtés), a rugalmasság, a kevésbé veszélyes üzemeltetés (kis víztérfogat miatt), a kompakt felépítés, és – a nagyvízterű kazánokkal szemben – az alacsonyabb beruházási költségek.

## Vezérlése
A gőzfejlesztők vezérlése nyomáskapcsolókon keresztül történik. Az égő csak akkor működik amikor a gőzelvétel azt megköveteli. Mivel ennél a kazánépítési módnál nem lehetséges a vízállás ellenőrzése, a vízhiányvédelmet füstgázhőmérséklet-, és gőzhőmérséklet határolókkal oldják meg.

## Fűtésének alternatívái
Az olaj-, gáz-, vagy kombiégővel rendelkező gőzfejlesztők 80–2000 kg/h gőzteljesítményt érnek el, az elektromos fűtésű berendezések esetében max 160 kg/h teljesítmény érhető el.

## Parcovap
Hővisszanyerő rendszer a gőzfejlesztők számára kifejlesztve, amely a sarjúgőzt a tápvíz előmelegítésére hasznosítja. 
A PARCOVAP-ot speciálisan a gyors-gőzfejlesztőkhöz fejlesztették ki, olyan technológiák esetében ahol a visszatérő kondenz aránya viszonylag magas.
Így tehát az energia megtakarítás a visszatérő kondenzátum mennyiségétől és az üzemi nyomástól függ, de akár 10-15% is lehet.
A PARCOVAP hőcserélő a sarjúgőzt a tápvíz előmelegítésére hasznosítja. A visszanyert hő közvetlenül a gőzfejlesztőbe jut vissza. Így megvalósul az összes kondenzát-elvezető funkciójának egyszerű felügyelete, s a vízszivattyú tömítéseinek, karmantyúinak, stb. élettartama jelentősen megnő. További előnye, hogy nincsenek vízütés következtében fellépő zajok, csekély a helyigénye, bármilyen helyzetben beszerelhető. Beépítése ajánlott 50% feletti kondenzát visszanyerés esetén.

## Füstgáz hasznosítás
A gőzfejlesztőknél lehetőség van a távozó füstgáz hőjének hasznosítására is. Ez a hőfelhasználás történhet a gőzfejlesztő rendszerén kívüli is, pl. technológiai meleg víz előállításával, azonban sok helyen vagy nincsen szükség erre, vagy még hőfelesleg is van. Ilyenkor megoldás a másik, jól bevált lehetőség, hogy a gőzfejlesztő rendszerén belül, a tápvíznek adják át a hőmennyiséget. Így a készülék gázfogyasztását vissza lehet venni, jelentős összeget megtakarítva ezzel a gázköltségből. A hőcserélő akár kondenzációs módban is működhet, így egy nagyon takarékos gőztermelő egységet kapunk. A fejlesztők mérései alapján az energia megtakarítás elérheti a 10-13%-ot is. A füstgáz hőhasznosító elhelyezése közvetlenül a gőzfejlesztő mögött történik, így nem nagy a helyigénye: amennyiben ez a hőcserélő a beruházásnál nem kerül be a kazánházba, érdemes neki helyet hagyni, hogy az emelkedő energiaárak miatt később egyszerűen be lehessen illeszteni a rendszerbe.